# Björkängens IP
Björkängens IP är en idrottsplats med fotbollsplan och två ishallar i Huddinge kommun i Sverige. Här ligger ishockeylaget Huddinge IK:s hemmarink Björkängshallen.